# 홍창선
홍창선(洪昌善, 1944년 3월 1일 ~ 2020년 1월 2일)은 대한민국의 과학자이며 정치인이다. 제11대 KAIST(한국과학기술원) 총장을 역임했다.

## 학력
- 1967년 연세대학교 기계공학 학사
- 1971년 연세대학교 기계공학 석사
- 1977년 미국 Penn State University(펜실베이니아 주립 대학교) 응용역학 박사

## 약력
- 1967년~1969년 육군중위(ROTC 5기 수송장교)
- 1977년~1979년 NASA(미국 항공우주국) Langley Research Center 연구원
- 1979년~2009년 KAIST(한국과학기술원) 기계항공시스템 전공교수
- 1981년~1985년, 1986년~1991년 KAIST 항공우주공전공 주임교수
- 1985년~1986년 Washington University in St. Louis(워싱턴 대학교 세인트루이스) 객원교수
- 1986년~1986년 Wright-Patterson 미국 공군 연구소, 초빙과학자
- 1994년~1996년 KAIST 교무처장
- 1995년~1995년 KAIST 연구처장 겸임
- 1996년~1997년 한국항공우주공학회 회장
- 1997년~1997년 KAIST 기계공학부장 겸 기계기술연구소장
- 1997년~1998년 KAIST 공학부장(공대학장) 겸 기계기술연구소장
- 1998년~2002년 한국복합재료학회 회장
- 2000년 ACCM(Asian-Australasian Conference on Composite Materials) 의장
- 2000년 ICCM(International Conference on Composite Materials) Committee
- 2001년~2004년 KAIST(한국과학기술원) 제11대 총장
- 2001년~2006년 일본 산업기술총합연구소(AIST) 자문위원
- 2002년~2004년 과학기술단체총연합회 이사
- 2002년~2004년 정부출연기관장 협의회 회장
- 2002년~2006년 삼성 이건희 장학재단 초대 이사장
- 2003년~2004년 국가과학기술위원회 위원
- 2004년~2008년 제 17대 열린우리당 비례대표(2번) 국회의원
  - 국회 과학기술정보통신위원회 간사
  - 국회 방송통신특별위원회 간사
- 2008년 민주통합당 과학기술행정특임고문
- 2009년 청조근정훈장
- 2009년~ KAIST 명예교수
- 2014년~ 한국과학기술한림원 이사
- 2016년 더불어민주당 공천관리위원회 위원장
- 2017년~ 대한민국 헌정회 정책위 수석부의장
- 2019년~ 대한민국 헌정회 헌정대상선정위원
- 한국과학기술한림원 정회원
- 한국공학한림원 원로회원

## 역대 선거 결과
| 실시년도 | 선거   | 대수 | 직책     | 선거구   | 정당       | 득표수       | 득표율          | 순위         | 당락 | 비고 |
| -------- | ------ | ---- | -------- | -------- | ---------- | ------------ | --------------- | ------------ | ---- | ---- |
| 2004년   | 총선   | 17대 | 국회의원 | 비례대표 | 열린우리당 | 8,145,824 표 | \| \| 38.26% \| | 비례대표 2번 |      | 초선 |
|          | 38.26% |      |          |          |            |              |                 |              |      |      |

## 가족 관계
- 배우자: 이순희
  - 장녀: 홍승은
    - 사위: 이계무

  - 차녀: 홍승효
    - 사위: 원정호

  - 아들: 홍승혁
    - 며느리: 이주연